# هوراس فيليبس
هوراس فيليبس (بالإنجليزية: Horace Phillips)‏ هو لاعب كرة قاعدة أمريكي، ولد في 14 مايو 1853 في ساليم في الولايات المتحدة، وتوفي في 26 فبراير 1896 في فيلادلفيا في الولايات المتحدة.

## وصلات خارجية
- هوراس فيليبس على موقعبيزبول رفرنس.كوم (الدوري الثانوي) (الإنجليزية)